# Sommer-Paralympics 2012/Teilnehmer (Mazedonien)
| stlisierte Goldmedaille | stlisierte Silbermedaille | stlisierte Bronzemedaille |
| ----------------------- | ------------------------- | ------------------------- |
| 1                       | —                         | —                         |

Mazedonien entsandte zu den Paralympischen Sommerspielen 2012 in London zwei Sportler – eine Frau und einen Mann.

## Teilnehmer nach Sportart

### Schießen
Frauen:
- Olivera Nakovska-Bikova

Männer:
- Vanco Karanfilov